# Goera vaichravana
Goera vaichravana är en nattsländeart som beskrevs av Schmid 1991. Goera vaichravana ingår i släktet Goera och familjen grusrörsnattsländor. Inga underarter finns listade i Catalogue of Life.